# آتشدان (صورت فلکی)
آتشدان(به انگلیسی: Ara) یک پیکر آسمانی جنوبی است.

## خصوصیات ویژه
درخشانترین ستاره آن بتا آتشدان است و گاما آتشدان یک ستاره دوتایی است میو آتشدان چهار سیاره در کنار خود دارد آلفا آتشدان نام خاصی در زبان چینی به نام چو دارد.

## اجرام عمقی آسمان
- NGC 6397: فاصله اش تا زمین ۸۲۰۰ سال نوری است.